# Фортеця Суда
Фортеця Суда — венеційська фортеця на острові Суда в однойменній бухті грецького острова Крит, яка контролювала вузький прохід шириною 2,6 км і довжиною 8 км.

## Історія
Фортеця розташована на острові Суда, назва якого перекладається як «вузький перевал». Перша фортеця була побудована на острові в XIV ст., а венеційці під керівництвом Латино Орсіні перебудували укріплення в 1573 році для контролю над затокою в якій розташовувався порт міста Суда. Роботи по укріпленню фортеці здійснювались аж до 1645 року, коли османи напали на Ханью. Після захоплення міста османи в 1946 році атакували острівну фортецю ще до того як вона буда добудована і мала очевидні слабкі місця в периметрі оборони. Обстріли турецької артилерії знищили склади та казарми, але не призвели до здачі укріплень, адже в проміжку між обстрілами венеційці під проводом комадора Джеролано Дона відбудовували укріплення.
Фортеця протрималась аж до 1669 року, коли після захоплення Іракліону у венеційців з османами було домовлено залишити контроль над островом Суда за ними, тож фортеця стала притулком для критських повстанців та неофіційною столицею Королівства Кандія, і отримала назву «Око королівства». В 1692 році в фортеці  мешкало 600 осіб, а пізніше їх кількість зросла до 800 осіб. Венеційці володіли островом до 27 вересня 1715 року, аж до завершення чергової облоги, яка тривала 72 дні в рамках османсько-венеційської війни (1714–1718) років. Основними причинами здачі фортеці вважається відсутність підтримки з боку Венеційської республіки, а не невдала оборона укріплень.
Османи володіли островом допоки не залишили Крит у 1898 році. У цей період острів з фортецею були військово-морською базою османів. У листопаді 1898 року останні 100 турецьких вояків залишили укріплення. В період з 1898 по 1913 роки під час Критської держави на острові побудували храм Святого Миколая.
Під час Другої світової війни фортеця використовувалась як порт для логістичного забезпечення англійського флоту.
Після Другої світової війни укріплення використовувались Збройними силами Греції для оборони порту та бази ВМС, розташованої поблизу. В 1966 році військові висадили на острові дерева, які до цього були відсутні. З 2007 року  двічі на тиждень фортецю дозволено відвідувати з туристичними цілями.

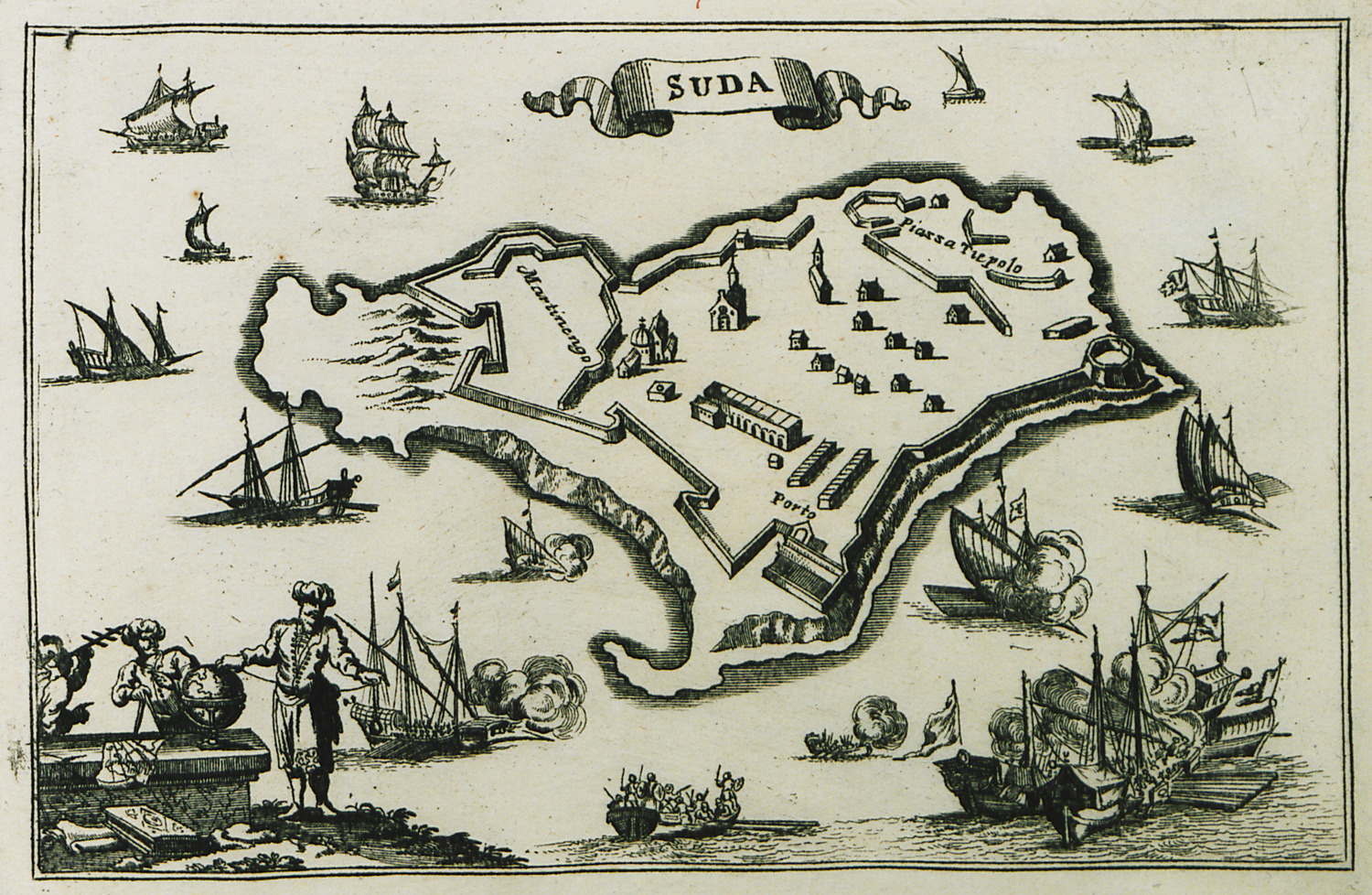
Фортеця на острові Суда (зображення 1690 року)

## Архітектура
Фортеця вписана в структуру островка, висотою в найвищій точці 29 м, та її укріплення охоплювали його береги і були спрямовані як на захист зі сторони моря, так і зі сторони суші. Загальна площа фортеці становила 85 гектарів. У 1630 році гарнізон фортеці мав на озброєнні 44 гармати різного калібру з 9 185 ядрами до них. У північній частині була розташована пристань та бастіон Михаїла. Також там були невеликі ворота, які ведуть в середину острова, де розташоване кладовище, бастіон Моценіго та резервуар для води. На східній стороні укріплень розташовувались казарми, біля яких склади, сад і церква. На південно-західній стороні укріплень розташовувалися ворота фортеці та бастіон Орсіні, які слугували основним входом до укріплень. Бастіони між собою були поєднані прямими відрізками стін, вписаними в рельєф місцевості. На західній стороні були вітряк, склади боєприпасів, а також військовий тренувальний полігон. Також у межах фортеці були житлові будівлі, лікарня та в'язниця.
Фортеця отримувала воду з резервуарів, де накопичувалась вода, зокрема й дощова, що дозволяло забезпечувати 500 солдат протягом 8 місяців. Проте під час однієї з облог внаслідок турецького обстрілу було віднайдено джерело питної води. В фортеці були храм при монастирі, присвячений Святому Августину, датований 1585 роком. В османські часи церкву перетворили на мечеть, присвячену султану Ахмеду І.